# Tetrastigma scariosum
Espèce
Classification APG III (2009)
Tetrastigma scariosum ou Tetrastigma godefroyanum. est une espèce de plantes de la famille des Vitaceae décrit pour la première fois par Carl Ludwig Blume, et nommé de son appellation actuelle par Jules Émile Planchon. Tetrastigma scariosum fait partie du genre Tetrastigma et de la famille des vignes (vitaceae),. Aucune sous-espèce n'est répertoriée dans le catalogue de la vie.